# O Carballo (Río)
O Carballo es un lugar situado en la parroquia de Sanjurjo, del municipio español de Río, en la provincia de Orense, Galicia.

## Demografía
| Gráfica de evolución demográfica de O Carballo entre 2000 y 2023 |
|                                                                  |
| Datos según el nomenclátor publicado por el INE.                 |